# Polyura niveus
Polyura niveus är en fjärilsart som beskrevs av Rothschild 1899. Polyura niveus ingår i släktet Polyura och familjen praktfjärilar. Inga underarter finns listade i Catalogue of Life.